# Маневский, Георгий Константинович
Георгий Константинович Маневский (28 марта 1882 — 29 апреля 1919) — русский военачальник, генерал-майор. Участник первой мировой и гражданской войн.

## Биография
Казак. Окончил Московский 3-й кадетский корпус (бывший 4-й) (1900), сотню Николаевского кавалерийского училища (1902).

### Первая мировая война
Войсковой старшина, помощник командира 1-го Кавказского Наместника Екатеринославского генерал-фельдмаршала князя Потемкина-Таврического полка ККВ (1917).

### Гражданская война
В Добровольческой армии и ВСЮР, полковник, командир 2-го Линейного полка ККВ (6.03.1919), командир Линейной бригады 1-го Kyбанскогo конного корпуса, Bpeменный начальник 1-й Кубанской казачьей дивизии.
Смертельно ранен в бою на Маныче 28 апреля 1919 г.
Похоронили генерала, как пишет в своей книге «С хоперцами» один из зарубежных казачьих мемуаристов Ф.И.Елисеев, в ограде Свято-Введенской церкви, находившейся напротив храма Александра Невского, недалеко от здания атаманской управы. 
«Над могилой, — говорится в воспоминаниях Ф.И.Елисеева, — венки и цветы, над ними возвышается белый мраморный крест с надписью «Здесь похоронен генерал-майор Г.К.Маневский, командир линейной бригады, погибший в бою 29 апреля 1919 г.»
Приказ о производстве в чин генерал-майора (13.3.1919) застал eгo в день смерти.